# ビューティージェネレーション
ビューティージェネレーション（英: Beauty Generation、香：美麗傳承）は、香港の競走馬。主な勝ち鞍は2017年・2018年の香港マイル、2018年～2020年のクイーンズシルヴァージュビリーカップ、チャンピオンズマイル、2019年の香港スチュワーズカップ。

## 戦績
キャリアの初期はオーストラリアで走り、重賞は未勝利ながらも2016年のGIローズヒルギニーで2着の実績がある。同年5月に香港に移籍する。
2017年の香港マイルでは6番人気の伏兵でありながら、鮮やかに逃げ切り勝ちを収めてGI初制覇。2018年の上半期もクイーンズシルヴァージュビリーカップ、チャンピオンズマイルを制し、香港のマイル王者となる。2017-2018シーズンはこれらGI3勝を含む重賞5勝の成績を残し、香港の年度代表馬に選出された。
2018年秋はジョッキークラブマイルを1:32.64のコースレコードで圧勝し、暮れの香港マイルでも大本命と目された。同レースには日本からもモズアスコット、ペルシアンナイト、ヴィヴロスといった強豪が駒を進めてきたが、先手を奪うと直線では鞍上のザカリー・パートンが一度も鞭を入れることなく、最後は流しながら2着ヴィブロスに3馬身差をつける楽勝で連覇を達成した。管理するジョン・ムーアは「私が香港に来てから最も印象的な勝利だった」と絶賛した。
2019年初戦の香港スチュワーズカップも3馬身差で圧勝し、前年からの連勝を6に伸ばした。更にクイーンズシルヴァージュビリーカップでも連覇を達成して7連勝とした。この後チェアマンズトロフィー、チャンピオンズマイル、セレブレーションカップも制し10連勝を達成。10月のシャティントロフィーで3着に敗れるとしばらく勝てないレースが続いていたが、2020年2月のクイーンズシルヴァージュビリーカップで3連覇を達成する。
2019/20シーズンをもってジョン・ムーアが調教師を定年引退するため、2020/21シーズンよりデヴィッド・ヘイズ厩舎に移籍。移籍後は惜敗続きとなり、2020年12月の香港マイルで5着に敗れたのを最後に現役を引退することになった。引退後はオーストラリアの功労馬繋養施設リビングレジェンズファームにて功労馬として供用される。

## 血統表
| ビューティージェネレーションの血統 | ビューティージェネレーションの血統                 | ビューティージェネレーションの血統                 | （血統表の出典）                                   | （血統表の出典） |
| 父系                               | ノーザンダンサー系                                 | ノーザンダンサー系                                 | ノーザンダンサー系                                 | [ § 2 ]          |
| 父 Road to Rock 2004 鹿毛          | 父の父Encosta de Lago 1993 鹿毛                    | Fairy King                                         | Northern Dancer                                    | Northern Dancer  |
| 父 Road to Rock 2004 鹿毛          | 父の父Encosta de Lago 1993 鹿毛                    | Fairy King                                         | Fairy Bridge                                       |                  |
| 父 Road to Rock 2004 鹿毛          | 父の父Encosta de Lago 1993 鹿毛                    | Shoal Creek                                        | Star Way                                           | Star Way         |
| 父 Road to Rock 2004 鹿毛          | 父の父Encosta de Lago 1993 鹿毛                    | Shoal Creek                                        | Rolls                                              |                  |
| 父 Road to Rock 2004 鹿毛          | 父の母Trewornan 1997 鹿毛                          | Midyan                                             | Miswaki                                            | Miswaki          |
| 父 Road to Rock 2004 鹿毛          | 父の母Trewornan 1997 鹿毛                          | Midyan                                             | Country Dream                                      |                  |
| 父 Road to Rock 2004 鹿毛          | 父の母Trewornan 1997 鹿毛                          | Miss Silca Key                                     | Tremiti                                            | Tremiti          |
| 父 Road to Rock 2004 鹿毛          | 父の母Trewornan 1997 鹿毛                          | Miss Silca Key                                     | Mrs Moss                                           |                  |
| 母 Stylish Bel 2005 鹿毛           | 母の父Bel Esprit 1999 鹿毛                         | *ロイヤルアカデミーII                              | Nijinsky                                           | Nijinsky         |
| 母 Stylish Bel 2005 鹿毛           | 母の父Bel Esprit 1999 鹿毛                         | *ロイヤルアカデミーII                              | Crimson Saint                                      |                  |
| 母 Stylish Bel 2005 鹿毛           | 母の父Bel Esprit 1999 鹿毛                         | Bespoken                                           | Vain                                               | Vain             |
| 母 Stylish Bel 2005 鹿毛           | 母の父Bel Esprit 1999 鹿毛                         | Bespoken                                           | Vin d'Amour                                        |                  |
| 母 Stylish Bel 2005 鹿毛           | 母の母Stylish Victory 1986                         | Durham Ranger                                      | Noholme                                            | Noholme          |
| 母 Stylish Bel 2005 鹿毛           | 母の母Stylish Victory 1986                         | Durham Ranger                                      | Halconera                                          |                  |
| 母 Stylish Bel 2005 鹿毛           | 母の母Stylish Victory 1986                         | Romantic Peace                                     | Mikado                                             | Mikado           |
| 母 Stylish Bel 2005 鹿毛           | 母の母Stylish Victory 1986                         | Romantic Peace                                     | Vorticist                                          |                  |
| 母系(F-No.)                        | 22号族(FN:22-b)                                    | 22号族(FN:22-b)                                    | 22号族(FN:22-b)                                    | [ § 3 ]          |
| 5代内の近親交配                    | Northern Dancer4×5＝9.38%、Mr.Prospector5×5＝6.25% | Northern Dancer4×5＝9.38%、Mr.Prospector5×5＝6.25% | Northern Dancer4×5＝9.38%、Mr.Prospector5×5＝6.25% | [ § 4 ]          |
| 出典                               | 1. 2. 3. 4.                                        | 1. 2. 3. 4.                                        | 1. 2. 3. 4.                                        | 1. 2. 3. 4.      |